# Linha Siegfried

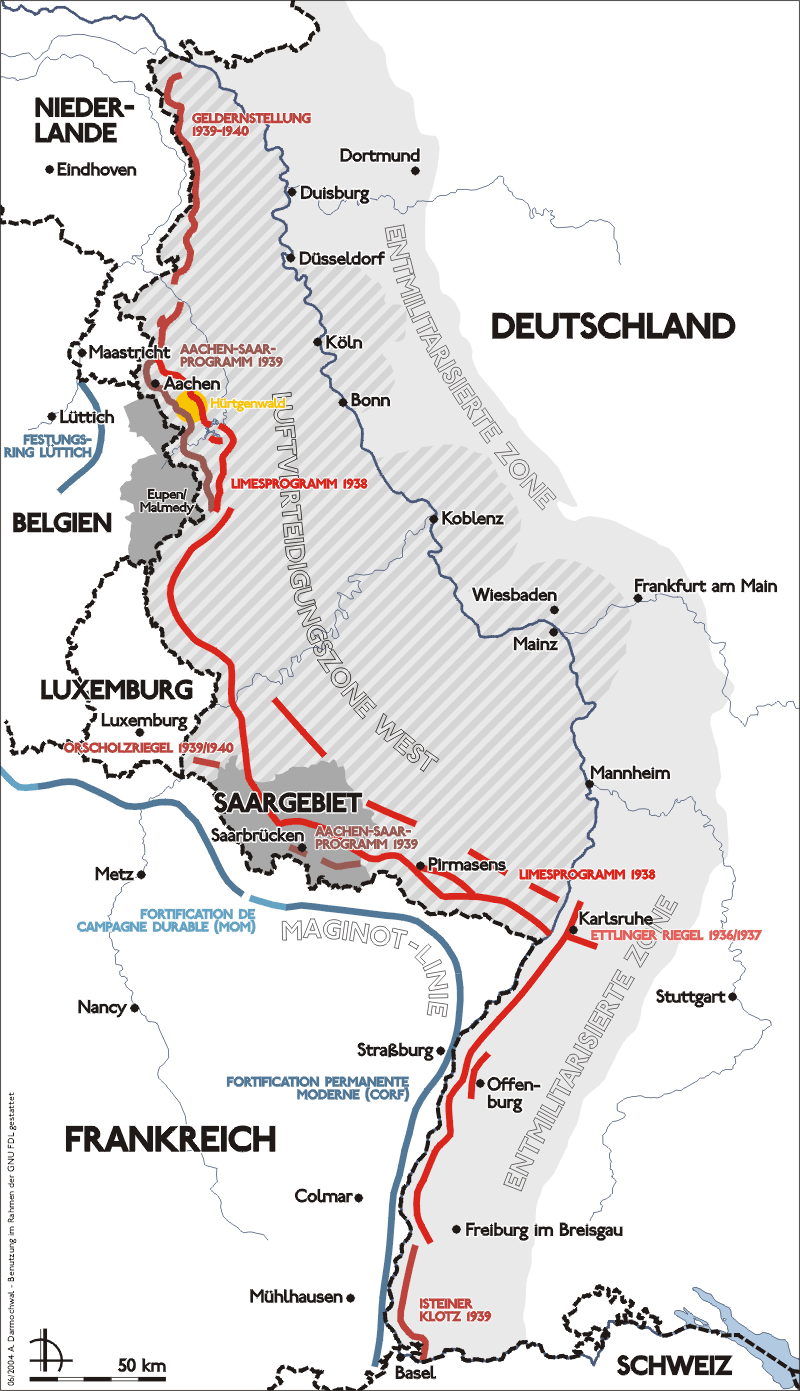
Mapa da linha Siegfried.

A Linha Siegfried (Siegfriedstellung) conhecida em alemão como Westwall, foi uma linha defensiva alemã construída durante a década de 1930 em frente à Linha Maginot francesa. Ele se estendeu por mais de 630 km (390 mi); de Kleve, na fronteira com a Holanda, ao longo da fronteira ocidental do antigo Império Alemão, até a cidade de Weil am Rhein na fronteira com a Suíça - e apresentava mais de 18 000 bunkers, túneis e armadilhas para tanques.
De setembro de 1944 a março de 1945, a Linha Siegfried foi submetida a uma ofensiva aliada em grande escala. No geral, os Estados Unidos sofreram cerca de 140 000 baixas (entre mortos, feridos ou desaparecidos) na sua campanha para tomar a Linha Siegfried.

## Nome

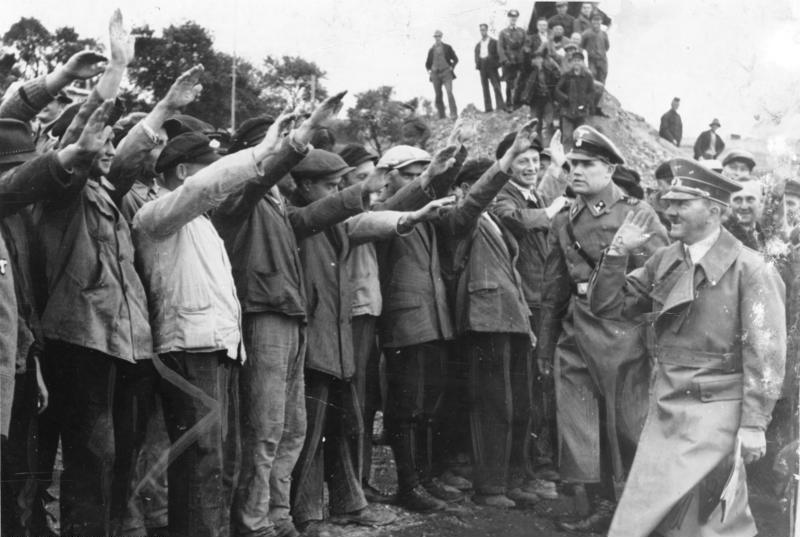
Adolf Hitler vistoria o início da construção da linha em outubro de 1938.

O nome oficial do programa alemão de construção de linhas defensivas antes e durante a Segunda Guerra Mundial, que coletivamente ficou conhecido como "Westwall" (e "Siegfried Line" em inglês) mudou várias vezes durante o final dos anos 1930, refletindo áreas em andamento.
- Programa Pioneiro, para as posições mais avançadas (1938)
- Programa Limes (1938)
- Zona Oeste de Defesa Aérea (1938)
- Programa Aachen - Saar (1939)
- Posição de Geldern, entre Brüggen e Kleve (1939–1940)[1][2][3]

## Programas de construção

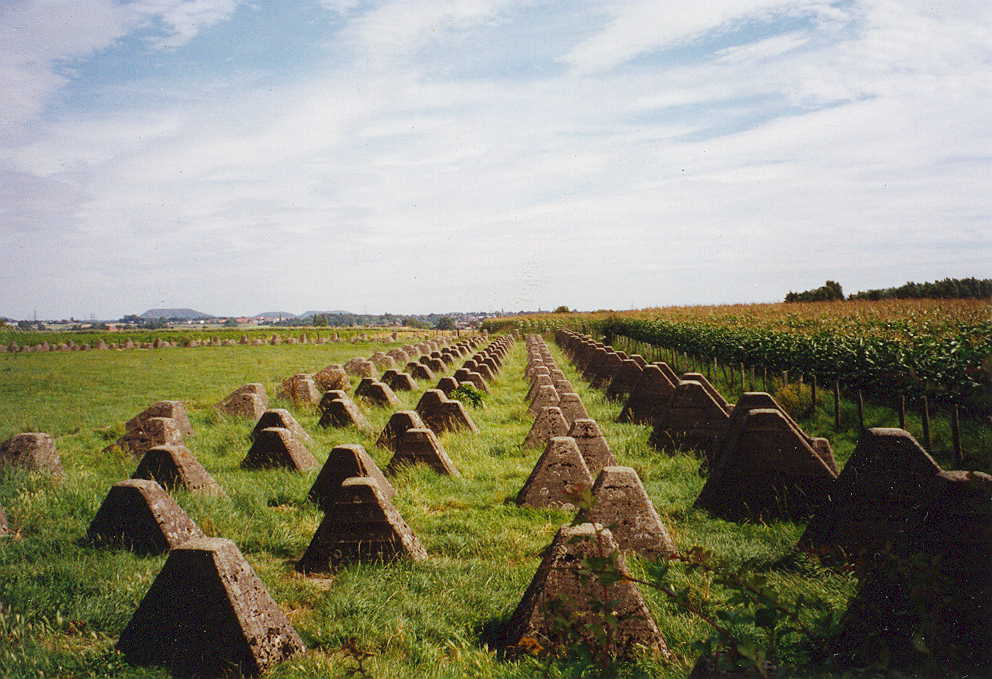
Programa Aachen-Saar Barreira de tanque tipo 39 " Dentes de dragão " com 5 "dentes".

### Programa Pioneiro

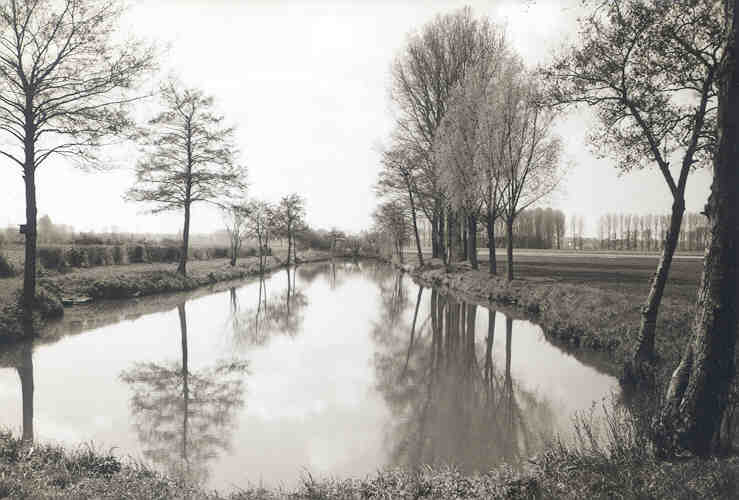
Trincheira cheia de água perto de Geilenkirchen.

Pequenos bunkers com paredes de 50 cm (20 pol.) De espessura foram montados com três canhoneiras voltadas para a frente. As acomodações para dormir eram redes. Em posições expostas, pequenos bunkers semelhantes foram erguidos com pequenas seções de "vigia" blindadas redondas nos telhados. O programa foi executado pelo Pioneiro (Grenzwacht), uma pequena tropa militar ativada na Renânia imediatamente após a região ter sido remilitarizada pela Alemanha após ter sido desmilitarizada após a Primeira Guerra Mundial.

### Programa Limes

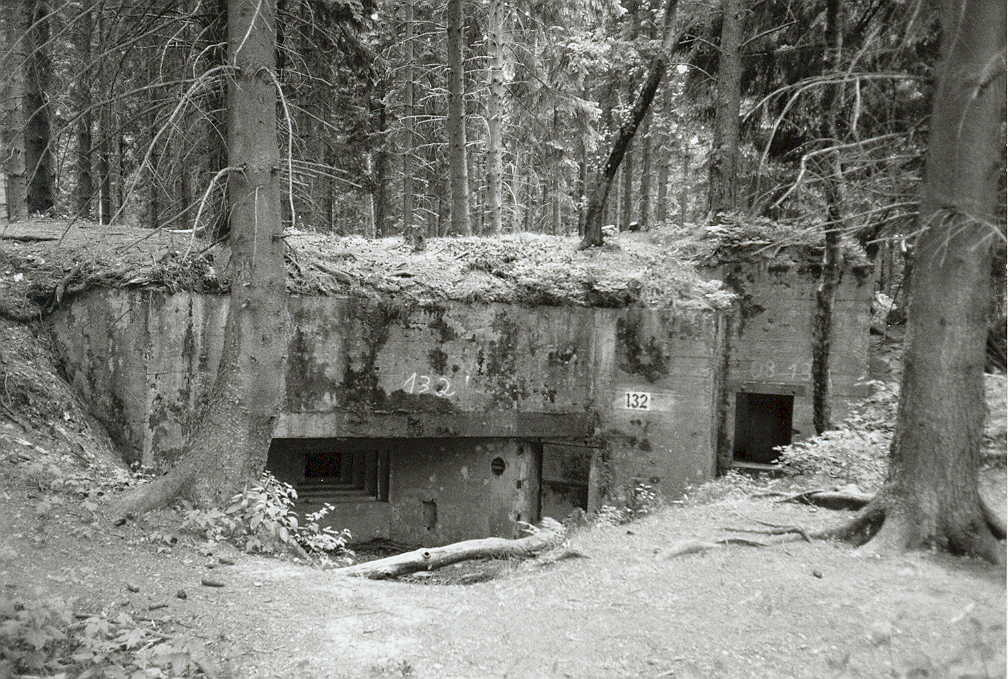
Bunker do programa Tipo 10 Limes visto da parte traseira.

O Programa Limes começou em 1938, seguindo uma ordem de Hitler de fortificar a fronteira ocidental da Alemanha com a Suíça até Brüggen (perto de Venlo) com a construção de 11 800 bunkers. O nome Limes refere-se às antigas fronteiras do Império Romano.
Os bunkers deveriam ser concluídos até 1º de outubro de 1938, data que coincidia com o ataque planejado por Hitler à Tchecoslováquia (que foi suspenso pelo Acordo de Munique).
Os bunkers Tipo 10 eram mais sólidos do que os construídos anteriormente, no âmbito do Programa Pioneiro. Estes tinham tetos e paredes de 1,5 m de espessura. Um total de 3 471 foram construídos ao longo de toda a extensão da Linha Siegfried. Tinham uma sala central e abrigo para 10-12 homens, com uma seteira escalonada voltada para a retaguarda e uma seção de combate 50 cm mais alta. Esta seção elevada tinha canhoneiras na frente e nas laterais, para metralhadoras. Outras canhoneiras foram fornecidas para os atiradores, e toda a estrutura era projetada para ser segura contra gás venenoso, em virtude da experiência da Primeira Guerra Mundial.
O aquecimento provinha de um forno de segurança, cuja chaminé era coberta por uma grossa grade. O espaço era apertado, com cerca de 1 m2 (11 pés quadrados) para cada soldado; cada um recebia um dormitório e um banquinho, enquanto o oficial comandante recebia uma cadeira. Dentro dos bunkers desse tipo que sobreviveram até hoje, ainda é possível ver as inscrições de frases de aviso: "Atenção, o inimigo está ouvindo!" ou "Só acenda a luz quando a canhoneira estiver fechada!".

### Programa Aachen-Saar
Os bunkers do programa Aachen-Saar eram semelhantes aos do programa Limes: casamatas com Maschinengewehr (metralhadoras) duplas Tipo 107 com paredes de concreto de até 3,5 m (11 pés) de espessura. Uma diferença era que não havia seteiras na frente, apenas nas laterais dos bunkers. As ameias eram construídas apenas na frente em casos especiais e depois eram protegidas com pesadas portas de metal. Esta fase de construção incluiu as cidades de Aachen e Saarbrücken, que estavam inicialmente a oeste da linha de defesa do Programa Limes.

### Zona de Defesa Aérea Ocidental
A Zona de Defesa Aérea Ocidental (Luftverteidigungszone West ou LVZ West) continuou paralela às duas outras linhas em direção ao leste e consistia principalmente de fundações de concreto antiaéreo. As posições dispersas com Maschinengewehr 42 e Maschinengewehr 34 (metralhadoras) adicionaram defesa adicional contra alvos aéreos e terrestres. As torres antiaéreas foram projetadas para forçar os aviões inimigos a voar mais alto, diminuindo assim a precisão de seu bombardeio.

### Posição de Geldern

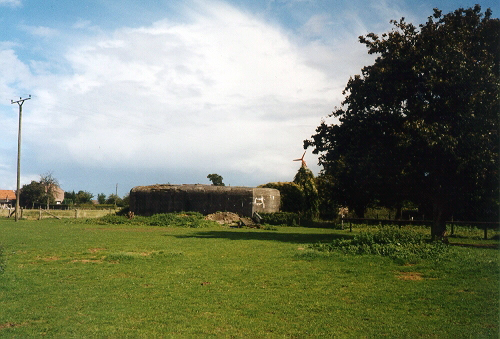
Bunker da Posição Geldern, perto de Kleve.

A posição de Geldern (Geldern-Stellung) estendeu a Linha Siegfried para o norte, até Kleve, no Reno Inferior, e só foi construída após o início da Segunda Guerra Mundial. A Linha Siegfried terminava originalmente no norte, perto de Brüggen, no distrito de Viersen. As construções primárias eram abrigos desarmados, mas sua construção extremamente sólida, feita de concreto, proporcionava excelente proteção aos ocupantes. Para camuflagem, muitas vezes eram construídos perto de fazendas.

## Reativação em 1944
Com os desembarques do Dia D na Normandia em 6 de junho de 1944, a guerra no oeste estourou mais uma vez. Em 24 de agosto de 1944, Hitler deu uma diretiva para renovar a construção na Linha Siegfried. 20 000 trabalhadores forçados e membros do Reichsarbeitsdienst (Serviço de Trabalho do Reich), a maioria dos quais eram meninos de 14 a 16 anos, tentaram reequipar a linha para fins de defesa. A população local também foi chamada para realizar esse tipo de trabalho, principalmente na construção de valas antitanque.
Mesmo durante a construção, estava ficando claro que os bunkers não podiam resistir às armas perfurantes de blindagem recém-desenvolvidas. Paralelamente à reativação da Linha Siegfried, pequenos "Tobruks" de concreto foram construídos ao longo dos limites da área ocupada. Esses bunkers eram, em sua maioria, abrigos para soldados solteiros.

## Combates

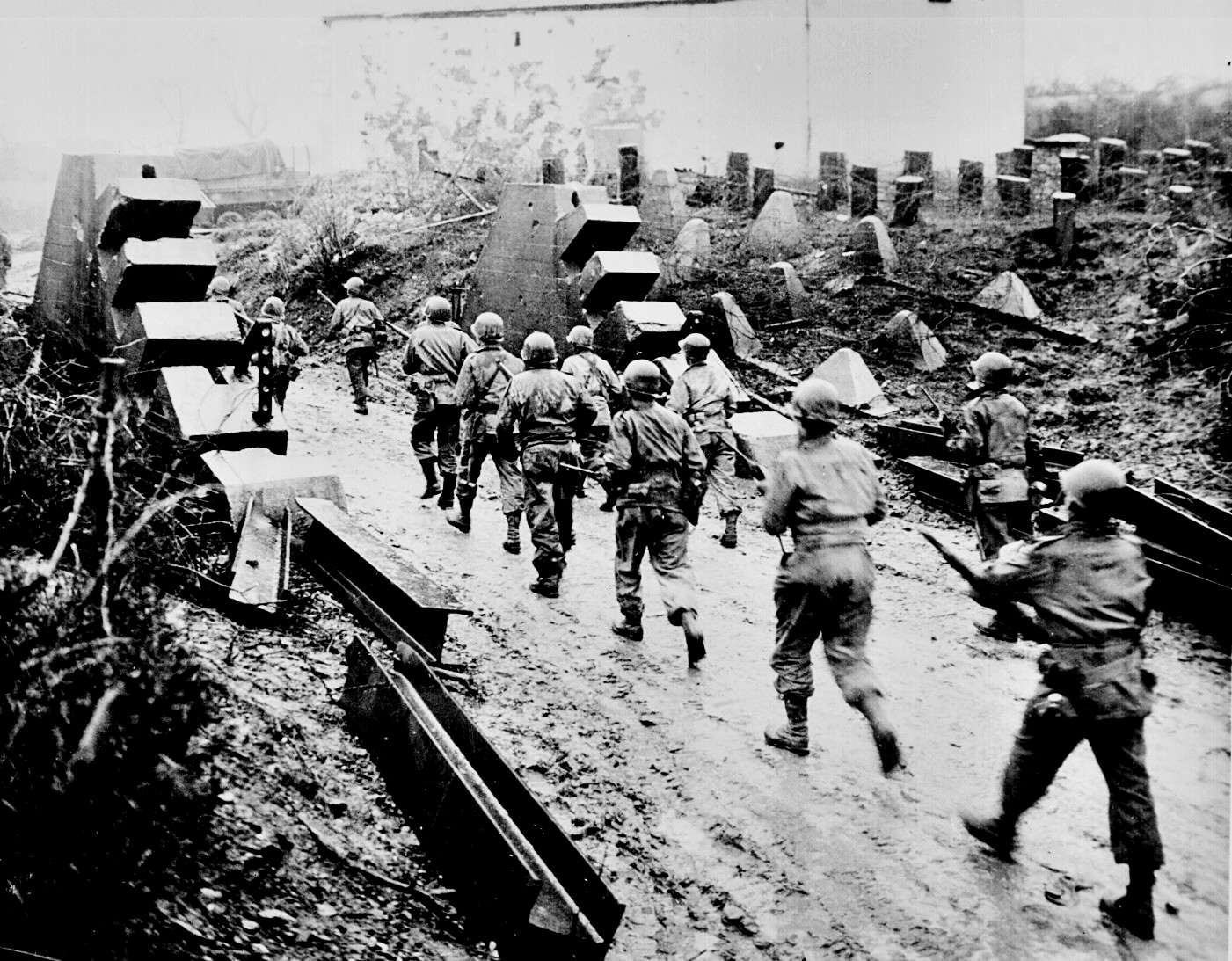
Soldados americanos cruzam a Linha Siegfried.

Em agosto de 1944, ocorreram os primeiros confrontos na Linha Siegfried; a seção da linha onde ocorreu a maioria dos combates foi em Hürtgenwald (a Floresta de Hürtgen) na área da cidade de Eifel, 20 km a sudeste de Aachen. A abertura de Aachen era a rota lógica para a Renânia alemã e uma importante área industrial, e foi, portanto, onde os alemães concentraram suas defesas.
Os Estados Unidos enviaram cerca de 120 000 soldados, mais reforços, para a Batalha da Floresta de Hürtgen. A luta nesta área densamente florestada ceifou a vida de 24 000 soldados americanos, além de 9 000 baixas não relacionadas a combate – aqueles evacuados devido à fadiga, exposição, acidentes e doenças. O número de mortos na Alemanha não foi documentado. Após a batalha na Floresta de Hürtgen, a Batalha das Ardenas começou, se iniciando na área ao sul de Hürtgenwald, entre Monschau e Echternach, na fronteira com Luxemburgo. Esta ofensiva foi uma última tentativa dos alemães de reverter o curso da guerra no Ocidente. A perda alemã de vidas e materiais foi severa e o esforço falhou. Houve sérios confrontos ao longo de outras partes da Linha Siegfried e os soldados em muitos bunkers recusaram-se a render-se, muitas vezes lutando até a morte. No início de 1945, os últimos bunkers da Linha Siegfried caíram no Saar e em Hunsrück.

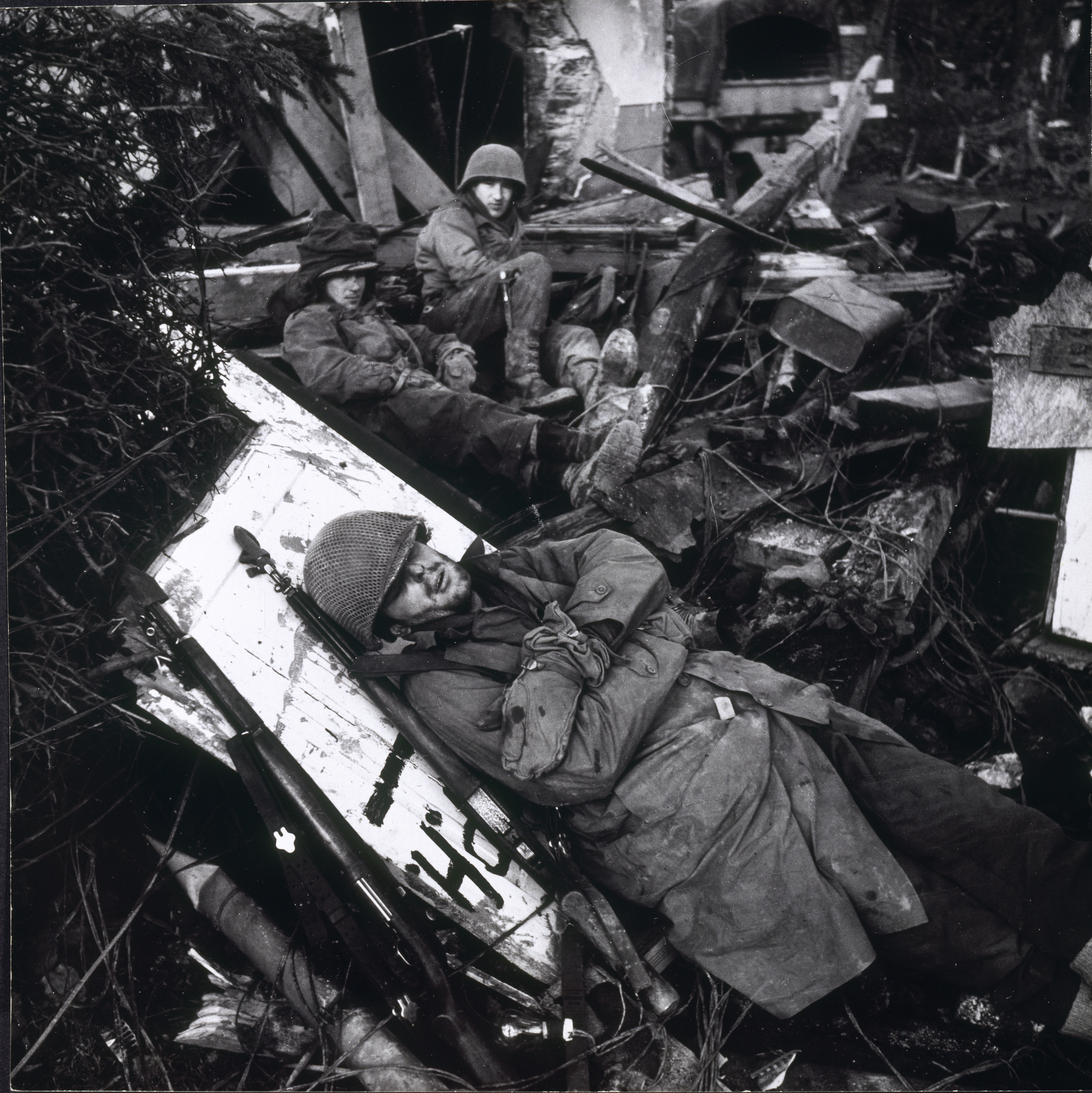
Soldados americanos descansando após combates na linha Siegfried, em fevereiro de 1945.

O 21º Grupo de Exército Britânico também atacou a Linha Siegfried. Este grupo de exército incluía formações dos Estados Unidos e os combates resultantes trouxeram perdas totais para aproximadamente 68 000, no geral. Além disso, o Primeiro Exército sofreu cerca de 50 000 baixas não relacionadas a combate e o Nono Exército sofreu aproximadamente 20 000 perdas militares. Isto elevou o custo da Campanha da Linha Siegfried, para os Estados Unidos, para cerca de 140 000 baixas militares, no total.

## Elementos

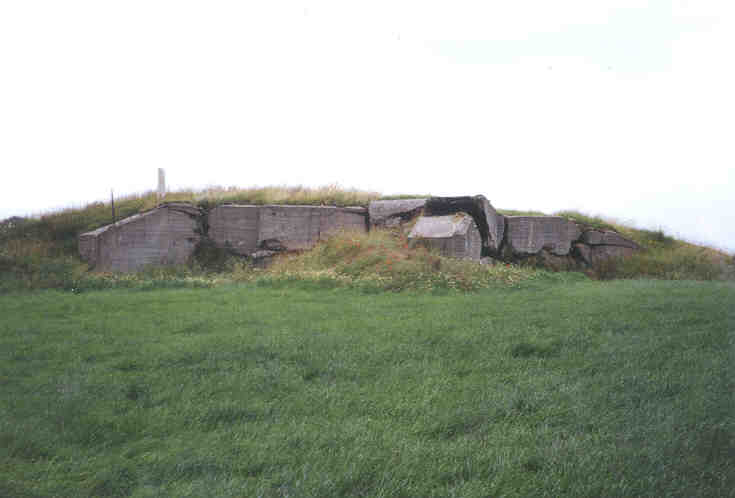
As ruínas de um bunker alemão em Aachen.

Elementos de construção padrão, como bunkers Regelbau grandes, casamatas de concreto menores e obstáculos antitanque "dentes de dragão" foram construídos como parte de cada fase de construção, às vezes aos milhares. Frequentemente, hastes de aço verticais seriam intercaladas entre os dentes. Essa padronização foi o uso mais eficaz de matérias-primas, transporte e trabalhadores escassos, mas provou ser uma barreira ineficaz para tanques, pois os tratores dos EUA simplesmente empurraram pontes de terra sobre esses dispositivos.
As armadilhas para tanques com "dentes de dragão" também eram conhecidas como Höcker em alemão ('corcovas' ou 'espinhas') devido ao seu formato. Esses blocos de concreto armado se posicionam em várias fileiras em uma única fundação. Existem dois tipos típicos de barreira: Tipo 1938, com quatro fileiras de dentes ficando mais altas na parte posterior, e Tipo 1939, com cinco fileiras desses dentes. Muitas outras linhas irregulares de dentes também foram construídas. Outro desenho de obstáculo de tanque, conhecido como ouriço tcheco, era feito soldando várias barras de aço de tal forma que qualquer tanque que rolasse ficaria preso e possivelmente danificado. Se o contorno do terreno permitisse, fossos cheios de água eram cavados em vez de armadilhas para tanques.

## Condições de trabalho
As primeiras fortificações foram construídas principalmente por empresas privadas, mas o setor privado não foi capaz de fornecer o número de trabalhadores necessário para os programas que se seguiram; essa lacuna foi preenchida pela Organização Todt. Com a ajuda desta organização, um grande número de trabalhadores forçados - até 500 000 por vez - trabalhou na Linha Siegfried. O transporte de materiais e trabalhadores de toda a Alemanha foi administrado pela companhia ferroviária Deutsche Reichsbahn, que aproveitou as bem desenvolvidas linhas ferroviárias estratégicas construídas na fronteira ocidental da Alemanha na Primeira Guerra Mundial.
As condições de trabalho eram altamente perigosas. Por exemplo, os meios mais primitivos tiveram que ser usados para manusear e montar placas de blindagem extremamente pesadas, pesando até 60 toneladas.
A vida no canteiro de obras e depois do trabalho era monótona e muitas pessoas desistiram e foram embora.